# ألبرت هايم
ألبرت هايم (12 أبريل 1849 - 31 أغسطس 1937) عالم جيولجيا سويسري، وصاحب كتاب «جيولوجيا سويسرا» (3 مجلدات) "Geologie der Schweiz"، ولد في زيورخ، وتعلم في جامعات زيورخ وبرلين. في وقت مبكر من حياته أصبح مهتماً بالخصائص الفيزيائية لجبال الألب، وفي عمر 60 أنشأ نموذجاً لمجموعة جبال تودي. وهذا العمل لُوُحظ من قِبل أرنولد إيشر فوندير لينث، الذي كان يدين له هايم بالكثير من أجل التشجيع والنصائح في هذا المجال.

## روابط خارجية
- ألبرت هايم على موقع الموسوعة البريطانية (الإنجليزية)

- ألبرت هايم بالألمانية وبالفرنسية وبالإيطالية من قاموس سويسرا التاريخي على الإنترنت.
- نصوص عن ألبرت هايم في فهرس مكتبة ألمانيا الوطنية